# Ville-en-Woëvre
Ville-en-Woëvre – miejscowość i gmina we Francji, w regionie Grand Est, w departamencie Moza.
Według danych na rok 1990 gminę zamieszkiwało 148 osób, a gęstość zaludnienia wynosiła 10 osób/km² (wśród 2335 gmin Lotaryngii Ville-en-Woëvre plasuje się na 897. miejscu pod względem liczby ludności, natomiast pod względem powierzchni na miejscu 348.).